# Теплянка
Теплянка (укр. Теплянка) — посёлок в Веселовском сельском совете Балаклейского района Харьковской области Украины.
Код КОАТУУ — 6320286207. Население по переписи 2001 года составляет 249 (114/135 м/ж) человек.

## Географическое положение
Рядом с поселком Теплянка протекает река Теплянка (её пересыхающая часть), на реке сооружено несколько запруд.

## Экономика
В поселке есть молочно-товарная ферма.